# Sürmeli Ali Paixà
Ali Paixà Sürmeli (Dimetoka, 1645 - Edirne, 1695) fou un gran visir otomà. El seu malnom Sürmeli volia dir «presumptuós».
Va néixer a Dimetoka. Va entrar a l'administració sobretot en el camp de les finances i va arribar a sefertar el 1688 i encara que fou destituït el 1689 va recuperar el càrrec el 1691 amb rang de visir. Després fou governador de Xipre (1692) i tot seguit de Trípoli del Líban (1693).
El 13 de març de 1694 fou nomenat gran visir al lloc de Mustafa Pasha Bozoklu. Va dirigir la campanya d'Hongria i va assetjar Peterwardein però sense èxit (1694). Al pujar al tron Mustafà II (6 de febrer de 1695) va conservar el càrrec i va fer una segona campanya contra Hongria. Una revolta dels geníssers va provocar la seva destitució el 22 d'abril de 1695 i fou condemnat a l'exili, però finalment es va decidir la seva execució portada a terme el 18 de maig de 1695.